# 能登地震 (1892年)
能登地震（のとじしん）は、1892年（明治25年）12月9日に発生した日本（当時は大日本帝国）の石川県能登半島南西沖を震源とする地震。能登南西部地震（のとなんせいぶじしん）とも。M（マグニチュード）は6.4。海底に存在した活性断層による直下型地震と推定される。

## 記録
金沢で震度4を記録した。震源付近ではより揺れが大きかったと推定されるが不明。
羽咋郡高浜町・堀末町末吉・火打谷村で家屋や土蔵の損壊。末吉では家屋2棟が全壊し、死者11名、負傷者5名の大被害を蒙った。
2日後の12月11日に余震とみられるM6.3の地震が発生した。

## 関連資料
- 石川県の地震活動の特徴（地震本部/日本政府地震調査研究本部）
- 野々市市地域防災計画（野々市市）
- 石川県を襲った地震（国土交通省北陸地方整備局）